# Anurophorus bimus
Anurophorus bimus är en urinsektsart som beskrevs av Christiansen och Bellinger 1980. Anurophorus bimus ingår i släktet Anurophorus och familjen Isotomidae. Inga underarter finns listade i Catalogue of Life.